# Anisopodus degener
Anisopodus degener är en skalbaggsart som beskrevs av Bates 1885. Anisopodus degener ingår i släktet Anisopodus och familjen långhorningar. Inga underarter finns listade i Catalogue of Life.